# Diocesi di Minden

Mappa della diocesi (confini in rosa) e del principato vescovile (confini in verde) di Minden.

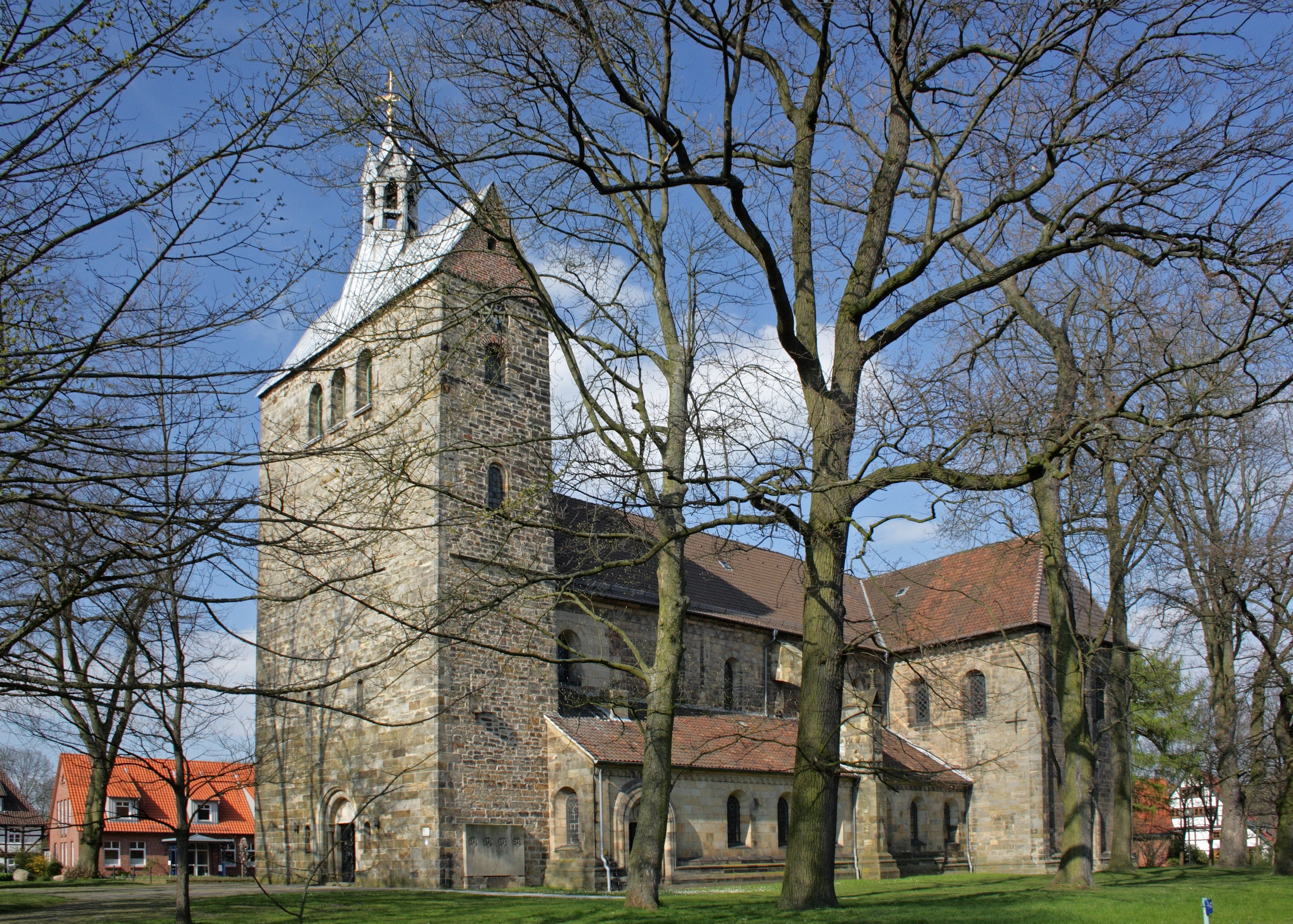
La chiesa del monastero di Wunstorf, fondato dal vescovo Theoderich nell'871.

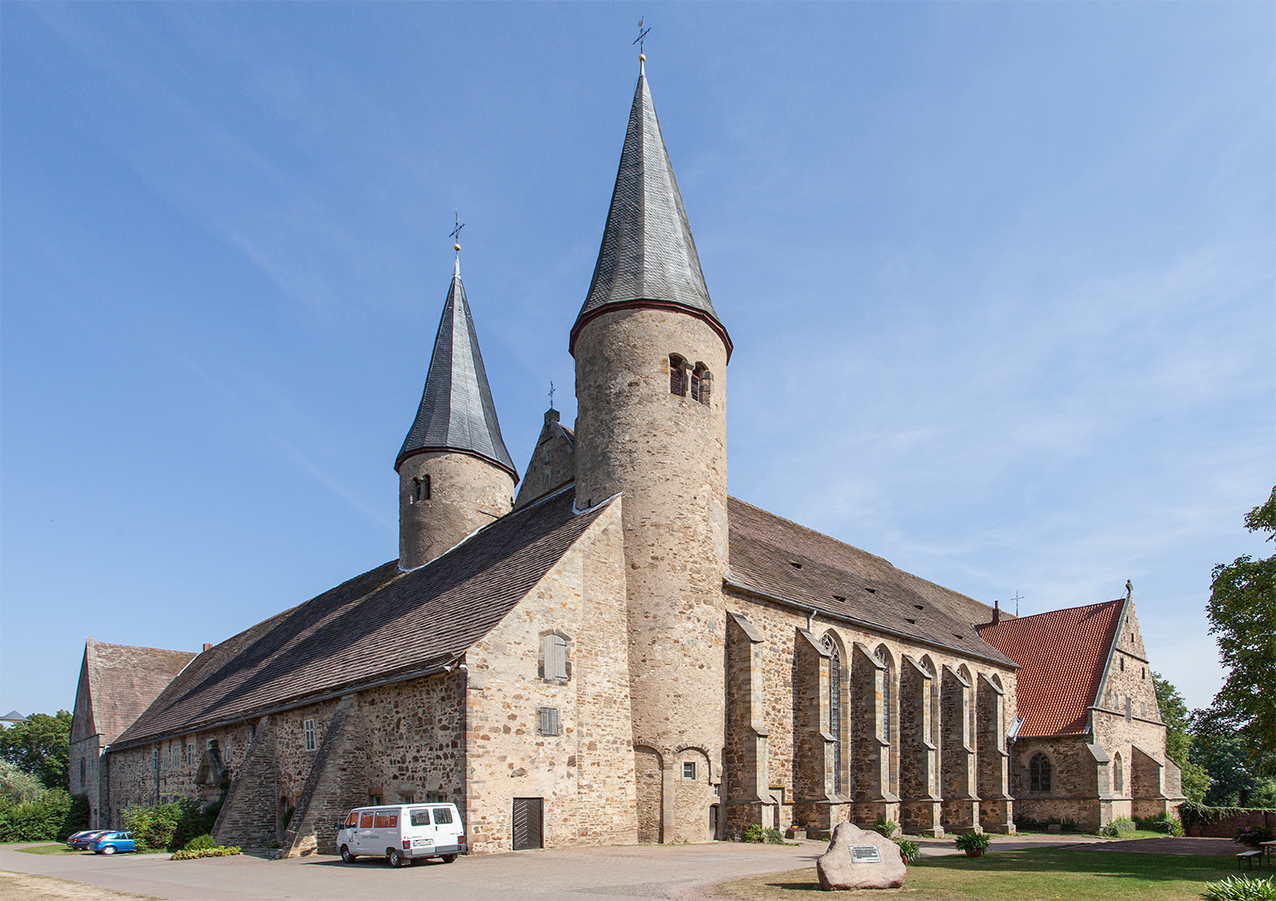
La chiesa del monastero di Möllenbeck, fondato dal vescovo Drogo nell'896.

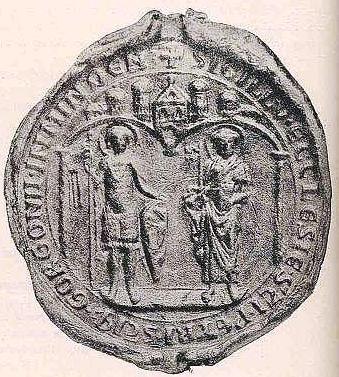
Sigillo del capitolo di Minden del 1227.

La diocesi di Minden (in latino Dioecesis Mindensis) è una sede soppressa della Chiesa cattolica in Germania e un antico principato ecclesiastico del Sacro Romano Impero.

## Territorio
La diocesi si estendeva nell'estrema parte settentrionale dell'odierno land tedesco della Renania Settentrionale-Vestfalia.
Comprendeva gli antichi gau sassoni di Loingau, Marstemgau, Tilithigau, Bukkigau, Lidbekegowe e Enterigowe. Confinava a nord con l'arcidiocesi di Amburgo-Brema e con la diocesi di Verden, ad est con la diocesi di Hildesheim, a sud con quella di Paderborn, e ad ovest con la diocesi di Osnabrück.
Sede vescovile era la città di Minden, dove si trova l'ex cattedrale dei Santi Pietro e Gorgonio. La diocesi era suddivisa in 12 arcidiaconati: Alden, Mandeslohe, Wunstorp, Pattensen, Apelern, Obernkirchen, Osen, Rehme, Lubbeke, Sulingen, Loo e St. Martin a Minden.

## Storia
La diocesi di Minden fu eretta da Carlo Magno nell'803 dopo la sua vittoria sui Sassoni e contestualmente all'organizzazione ecclesiastica del territorio sassone. Essa era suffraganea dell'arcidiocesi di Colonia. Primo vescovo fu Erkanbert, monaco dell'abbazia di Fulda, che già operava in precedenza come missionario. Grande impulso all'evangelizzazione del territorio di Minden fu dato dai monasteri di Wunstorf e di Möllenbeck.
Nel X secolo i vescovi Landward (958-969) e Milo (969-996) ebbero stretti legami con gli imperatori ottoniani; questo favorì la concessione di privilegi e immunità ad alcuni beni di proprietà dei vescovi di Minden. A partire dal 1180, con la dissoluzione del ducato di Sassonia, le proprietà su cui il vescovo esercitava il potere civile, corrispondente ad un quarto circa del territorio diocesano, ottennero l'immediatezza imperiale, andando così a costituire il principato ecclesiastico; da questo momento i vescovi divennero membri di diritto della Dieta Imperiale.
La cattedrale di Minden, dedicata ai Santi Pietro e Gorgonio, fu consacrata nel 1071 dal vescovo Egilbert. Dietrich Kagelwit, vescovo dal 1353 al 1361, fu consigliere dell'imperatore Carlo IV, che visitò la città di Minden nel novembre 1377.
Il capitolo della cattedrale ottenne nel 961 il privilegio di nomina dei vescovi. Il suo potere crebbe nel corso del basso medioevo, a tal punto da entrare in competizione con i poteri del vescovo, che ad un certo punto dovette trasferire la sua sede abituale nel castello di Petershagen. Nel corso del XIV e XV secolo la città episcopale era di fatto governata dal capitolo della cattedrale e dalla sempre più influente borghesia cittadina, che fecero di Minden una città de facto libera dal potere dei principi vescovi.
Durante la riforma luterana, alcuni vescovi aderirono alla nuova confessione religiosa, soprattutto: Franz von Waldeck, uomo dalla vita dissoluta e seguace dei nuovi insegnamenti religiosi; Hermann von Schauenburg, sotto il cui episcopato il protestantesimo si diffuse largamente in diocesi; e Heinrich Julius von Braunschweig-Lüneburg, che dichiarò la Confessione di Augusta come l'unico credo autorizzato nella sua diocesi. La popolazione comunque passò nella maggioranza alla nuova fede religiosa e la diocesi de facto non esisteva più. Il capitolo continuò a nominare vescovi per il principato vescovile, finché con la pace di Vestfalia del 1648 anche questo venne secolarizzato. L'ultimo principe vescovo cattolico fu il cardinale Franz Wilhelm von Wartenberg.
In seguito, dal punto di vista strettamente ecclesiastico, i territori della soppressa diocesi passarono sotto l'amministrazione dei vicari apostolici delle Missioni Settentrionali.

## Cronotassi dei vescovi
- Erkanbert † (803 - 6 giugno 813 deceduto)
- Hardward † (813 - 16 settembre 853 deceduto)
- Theoderich † (853 - 2 febbraio 880 deceduto)
- Wulfhar † (880 - 15 settembre 886 deceduto)
- Drogo † (886 - 5 giugno 902 deceduto)
- Adalbert † (902 - 6 febbraio 905 deceduto)
- Bernhard † (905 - 6 settembre 914 deceduto)
- Lothar † (914 - 27 luglio 927 deceduto)
- Ebergisl † (927 - 18 ottobre 950 deceduto)
- Helmward † (950 - 14 febbraio 958 deceduto)
- Landward † (958 - 27 settembre 969 deceduto)
- Milo † (969 - 18 aprile 996 deceduto)
- Ramward † (996 - 8 ottobre 1002 deceduto)
- Dietrich † (1002 - 19 febbraio 1022 deceduto)
- Siegbert † (1022 - 10 ottobre 1036 deceduto)
- Bruno von Waldeck † (5 maggio 1037 - 10 febbraio 1055 deceduto)
- Egilbert † (1055 - 1º dicembre 1080 deceduto)
  - Volkmar † (1080 - 29 agosto 1096 deceduto)
- Reinward † (1080 - 25 febbraio 1089 deceduto)
- Ulrich † (1089 - 7 dicembre 1097 deceduto)
- Widelo † (1097 - 28 dicembre 1119 deceduto)
- Sigward † (12 marzo 1120 - 28 aprile 1140 deceduto)
- Heinrich † (1140 - luglio 1153 deposto)
- Werner aus Bückeburg † (luglio 1153 - 10 novembre 1170 deceduto)
- Anno von Landsberg † (1171 - 15 febbraio 1185 deceduto)
- Thietmar † (15 agosto 1185 consacrato - 5 marzo 1206 deceduto)
- Heinrich † (1206 - 20 luglio 1209 deceduto)
- Konrad von Diepholz † (1209 - 26 giugno 1236 deceduto)
- Wilhelm von Diepholz † (luglio 1236 - 13 maggio 1242 deceduto)
- Johann von Diepholz † (28 maggio 1242 - 13 gennaio 1253 deceduto)
- Wedekind von Hoya † (25 gennaio 1253 - 21 settembre 1261 deceduto)
- Kuno von Diepholz † (17 ottobre 1261 - 22 febbraio 1266 deceduto)
- Otto aus Stendal, O.P. † (18 agosto 1267 - 17 novembre 1275 deceduto)
- Volkwin von Schwalenberg † (dicembre 1275 - 5 maggio 1293 deceduto)
- Konrad von Wardenberg † (giugno 1293 - 2 luglio 1295 deceduto)
- Ludolf von Rostorf † (5 ottobre 1295 - 2 marzo 1304 deceduto)
- Gottfried von Waldeck † (5 aprile 1304 - 14 maggio 1324 deceduto)
- Ludwig von Braunschweig-Lüneburg † (1324 - 18 luglio 1346 deceduto)
- Gerhard von Schaumburg † (12 dicembre 1347 - 1º gennaio 1353 deceduto)
- Dietrich Kagelwit, O.Cist. † (20 febbraio 1353 - 18 giugno 1361 nominato arcivescovo di Magdeburgo)
- Gerhard von Schaumburg † (8 gennaio 1362 - 29 settembre 1366 deceduto)
- Otto von Wettin † (1366 - 17 luglio 1368 deceduto)
- Wittekind von Schalksberg † (12 giugno 1369 - 3 agosto 1383 deceduto)
- Otto von Schalksberg † (17 febbraio 1384 - 1º gennaio 1398 deceduto)
- Marquard von Randeck † (27 marzo 1398 - 10 dicembre 1398 nominato vescovo di Costanza)
- Wilhelm von Buchen † (26 novembre 1398 - 3 aprile 1402 deceduto)
- Otto von Rietberg † (17 marzo 1403 - prima del 12 ottobre 1406 deceduto)
- Wilbrand von Hallermund † (12 ottobre 1406 - 23 dicembre 1436 deceduto)
- Albrecht von Hoya † (18 febbraio 1437 - 25 aprile 1473 deceduto)
- Heinrich von Schauenburg † (30 luglio 1473 - 25 gennaio 1508 deceduto)
- Franz von Braunschweig-Wolfenbüttel † (14 luglio 1508 - 29 novembre 1529 deceduto)
- Franz von Waldeck † (18 gennaio 1531 - 23 aprile 1553 dimesso)
- Julius von Braunschweig-Lüneburg † (1553 - 1554 dimesso)
- Georg von Braunschweig-Lüneburg † (16 dicembre 1555 - 14 dicembre 1565 deceduto)
  - Sede vacante (1565-1573)
- Hermann von Schauenburg † (29 maggio 1573[3] - 29 gennaio 1582 dimesso)[4]
- Heinrich Julius von Braunschweig-Lüneburg † (7 luglio 1582 - 25 settembre 1585 dimesso)[4]
- Anton von Schauenburg † (11 settembre 1587 - 21 gennaio 1599 deceduto)
- Christian von Braunschweig-Lüneburg † (21 gennaio 1599 succeduto - 1628 dimesso)
- Franz Wilhelm von Wartenberg † (1633 - 1648 dimesso)